# Dominique Manotti

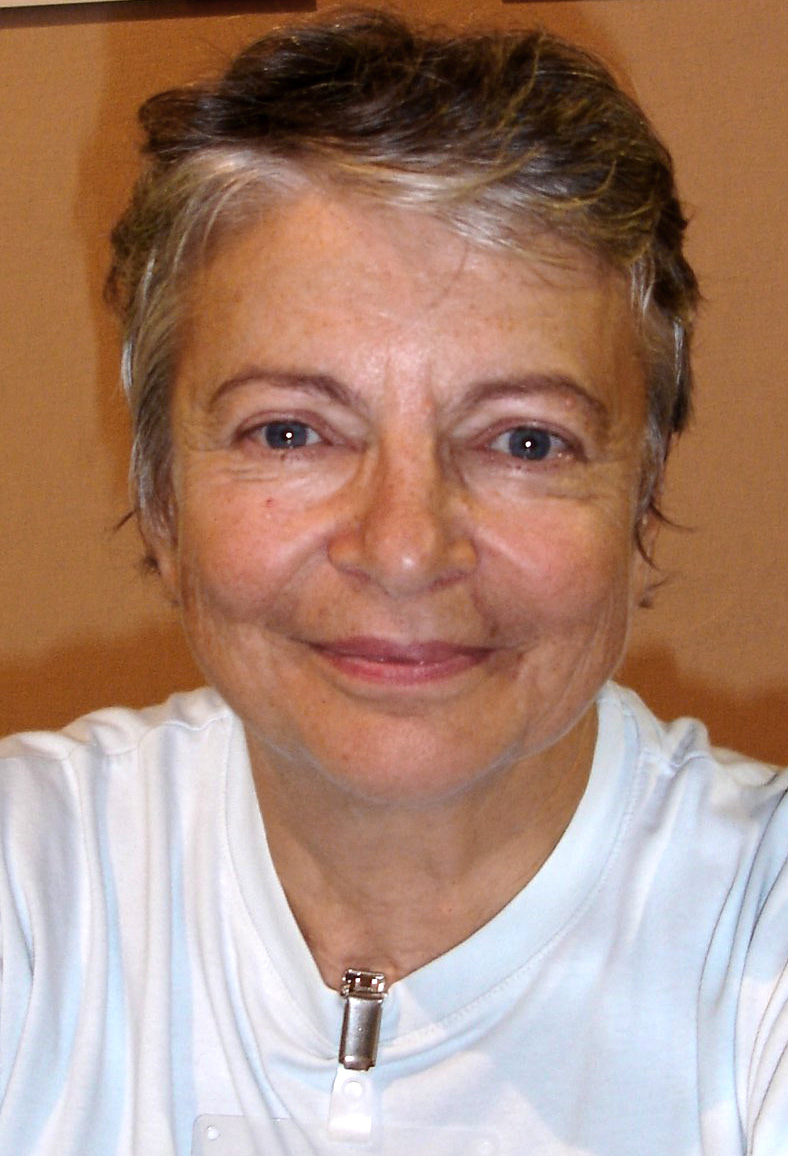
Dominique Manotti, 2006

Dominique Manotti, Pseudonym von Marie-Noëlle Thibault, (* 24. Dezember 1942 in Paris) ist eine französische Romanautorin und Historikerin. Sie schrieb im Alter von 50 Jahren ihren ersten Roman. Ihr Krimi Noir Debüt Sombre Sentier wurde 1995 französischer Krimi des Jahres und 2004 erstmals mit dem Titel „Hartes Pflaster“ ins Deutsche übersetzt. Weitere Romane folgten: A nos cheveaux!; Kop; Nos fantastiques années fric; Le corps noir; Bien connu des services de police.

## Leben
Die Autorin wurde als Historikerin durch den Algerienkrieg politisiert und war bis in die 1980er-Jahre u. a. gewerkschaftlich engagiert. Im Jahr 1968 war sie als Lehrerin an einem Gymnasium tätig, in der Zeit danach unterrichtete sie in Vincennes. Manotti ist eine promovierte Historikerin.
Von 1976 bis 1983 leitete sie als Generalsekretärin die Pariser Sektion der CFDT. Sie war Anfang der 80er Jahre am erfolgreichen Kampf der türkischen Sans papiers im Pariser Textilviertel Sentier beteiligt, die um ihre Legalisierung kämpften. Hartes Pflaster spielt vor dem Hintergrund der dortigen politischen Kämpfe der Sans-Papiers im Sentier. Politisch versteht sie sich als Rätekommunistin; Antonio Gramsci und Rosa Luxemburg spielen für ihre Analysen eine tragende Rolle; die Lektüre von James Ellroy hat nicht unwesentlich zur späten literarischen Arbeit beigetragen. Ihre Enttäuschung über die Regierung Mitterrand ließ sie vom politischen Engagement zur Literatur wechseln.

## Werke (Auswahl)
- Dominique Manotti: Hartes Pflaster. Assoziation A, Berlin/Hamburg/Göttingen 2004, ISBN 3-935936-30-3 (französisch: Sombre Sentier. 1995. Übersetzt von Ana Rhukiz, Mit einem Interview mit Dominique Manotti).
- Dominique Manotti: Zügellos (= Ariadne-Krimi. Nr. 1193). Argument, Hamburg 2013, ISBN 978-3-86754-193-0 (französisch: À nos chevaux. 1997. Übersetzt von Andrea Stephani).
- Dominique Manotti: Abpfiff (= Ariadne-Krimi. Nr. 1197). Argument, Hamburg 2015, ISBN 978-3-86754-197-8 (französisch: Kop. 1998. Übersetzt von Andrea Stephani).
- Dominique Manotti: Roter Glamour (= Ariadne-Krimi. Nr. 1192). Argument, Hamburg 2011, ISBN 978-3-86754-192-3 (französisch: Nos fantastiques années fric. 2001. Übersetzt von Andrea Stephani).
- Dominique Manotti: Das schwarze Korps (= Ariadne-Krimi. Nr. 1206). Argument, Hamburg 2012, ISBN 978-3-86754-206-7 (französisch: Le corps noir. 2004. Übersetzt von Andrea Stephani).
- Dominique Manotti: Letzte Schicht (= Ariadne-Krimi. Nr. 1188). Argument, Hamburg 2010, ISBN 978-3-86754-188-6 (französisch: Lorraine connection. 2006. Übersetzt von Andrea Stephani).
- Dominique Manotti: Einschlägig bekannt (= Ariadne-Krimi. Nr. 1198). Argument, Hamburg 2011, ISBN 978-3-86754-198-5 (französisch: Bien connu des services de police. 2010. Übersetzt von Andrea Stephani).
- Dominique Manotti und DOA: Die ehrenwerte Gesellschaft. Assoziation A, Berlin/Hamburg 2012, ISBN 978-3-86241-419-2 (französisch: L'honorable société. 2011. Übersetzt von Barbara Heber-Schärer).
- Dominique Manotti: Ausbruch (= Ariadne-Krimi. Nr. 1218). Argument, Hamburg 2014, ISBN 978-3-86754-218-0 (französisch: L'évasion. 2013. Übersetzt von Andrea Stephani).
- Dominique Manotti: Schwarzes Gold (= Ariadne-Krimi. Nr. 1213). Argument, Hamburg 2016, ISBN 978-3-86754-213-5 (französisch: Or noir. 2015. Übersetzt von Iris Konopik).
- Dominique Manotti: Kesseltreiben (= Ariadne-Krimi. Nr. 1231). Argument, Hamburg 2018, ISBN 978-3-86754-231-9 (französisch: Racket. 2018. Übersetzt von Iris Konopik).
- Dominique Manotti: Marseille.73 (= Ariadne-Krimi. Nr. 1247). Argument, Hamburg 2020, ISBN 978-3-86754-247-0 (französisch: Marseille 73. 2020. Übersetzt von Iris Konopik).

## Auszeichnungen
- 1995: Prix Sang d’encre für Sombre sentier (dt. Hartes Pflaster)
- 2002: Prix Mystère de la critique für Nos fantastiques années fric (dt. Roter Glamour)
- 2008: Duncan Lawrie International Dagger für Lorraine connection (dt. Letzte Schicht)
- 2011: Krimi des Jahres 2010 (Platz 3) in der KrimiWelt-Bestenliste für Letzte Schicht
- 2011: Deutscher Krimi Preis – International 3. Platz für Letzte Schicht
- 2011: Grand prix de littérature policière - Kategorie National für L’Honorable Société (gemeinsam mit DOA)
- 2012: Krimi des Jahres 2011 (Platz 1) in der KrimiZEIT-Bestenliste für Roter Glamour